# Студенческая (станция)
Студенческая — железнодорожная станция Волго-Камского региона Куйбышевской железной дороги. Расположена в микрорайоне Студенческая Ульяновска. Находится на участке с тепловозной тягой ж-д линии «Инза — Чишмы». Начало эксплуатации — 1959 год.

## История
В 1898 году около с. Вырыпаевка была построена ветка Московско-Казанской железной дороги — от ст. Инза до ст. Симбирск , а рядом была открыта ж/д будка .
В 1958 году был открыт разъезд «Лётный», получивший своё название из-за строящегося рядом аэропорта Ульяновск-Центральный. В 1959 году он был переименован в разъезд «Студенческий», так как рядом планировалось строительство кампуса — студенческого городка и производственной базы для Ульяновского сельскохозяйственного института. Но его решили строить в другом месте — в посёлке Октябрьский, а название за разъездом сохранился.
В 1960 году разъезд «Студенческий» был открыт для грузовых операций и преобразован в станцию «Студенческая», которая обслуживала аэропорт. В этот период параллельно строились подъездные пути для сельскохозяйственных предприятий (объединений) «Сельхозтехники», «Сельхозхимии» и Ульяновского комбината строительных материалов (УКСМ).
В 1967 году на станцию, к месту своей постоянной дислокации, прибыла колонна путевой машинной станции № 149 (ПМС-149).

## Деятельность
На станции осуществляются:
- Продажа билетов на все пассажирские поезда. Приём и выдача багажа не производится.
- Приём и выдача грузов на подъездных путях (путях необщего пользования) и местах необщего пользования.

## Дальнее следование по станции
По состоянию на май 2024 год через станцию курсируют следующие поезда дальнего следования:

### Круглогодичное движение поездов
| № поезда | Маршрут движения      | № поезда | Маршрут движения      |
| -------- | --------------------- | -------- | --------------------- |
| 63       | Димитровград — Москва | 64       | Москва — Димитровград |
| 115      | Уфа — Москва          | 116      | Москва — Уфа          |
| 347      | Уфа — Санкт-Петербург | 348      | Санкт-Петербург — Уфа |
| 353      | Пермь — Адлер         | 354      | Адлер — Пермь         |
| 391      | Челябинск — Москва    | 392      | Москва — Челябинск    |
| 609      | Уфа — Ульяновск       | 610      | Ульяновск — Уфа       |

### Сезонное движение поездов
| № поезда | Маршрут движения      | № поезда | Маршрут движения      |
| -------- | --------------------- | -------- | --------------------- |
| 251      | Димитровград — Москва | 252      | Москва — Димитровград |
| 451      | Ижевск — Адлер        | 452      | Адлер — Ижевск        |